# Ташкёпрю-заде
Ахмед ибн Мустафа ибн Халил более известный как Ташкёпрю-заде (осман. طاشكبرى زاده‎, араб. طاشكبري زاده‎ Ташкубри-зада) — османский турецкий историк, живший во времена правления султана Сулеймана Великолепного, известный как автор биографической энциклопедии «Аш-Шакаик ан-ну‘манийа фи ‘уалама ад-даула аль-‘усманийа» (араб. الشقائق النعمانية في علماء الدولة العثمانية‎ — «Крончатые ветреницы, об учёных Османского государства»).

## Биография
Его семья была известна как Ташкёпрюлю из-за того, что его дед был преподавателем в медресе Музафферие в селении Ташкёпрю (букв. «Каменный мост»), которая ныне находится в провинции Кастамону на севере Турции. Ташкёпрю-заде родился 2 декабря 1495 года (14 раби аль-авваля 901 г. х.) в Бурсе в семье Муслих ад-Дина Мустафы-эфенди. Ранние годы провёл там же, позднее переехал в Анкару, где его отец преподавал в Акмедресе. После того, как его отца перевели в Скопье, Ташкёпрю-заде вернулся в Бурсу. Позднее отец отправил его вместе с братом Низам ад-Дином Мехмедом в Стамбул к Ала ад-Дин-эфенди, известному как Йетим («Сирота»). Изучив морфологию и грамматику арабского в медресе, Ташкёпрю-заде вместе с братом продолжил обучение в медресе Муллы Хюсрева в Бурсе у своего дяди Кивам ад-Дина Касим-эфенди. После назначения отца в медресе Хусейние в Амасье, Ташкёпрю-заде отправляется к нему, где продолжает обучение под руководством Шейх-заде Мухи ад-Дина Мехмеда Ходжеви, Махмуда ибн Кади-заде Руми и Мухаммеда ат-Туниси.
В 1525 году (931 г. х.) Ташкёпрю-заде был назначен преподавателем медресе Оруч-паши в Диметоке (ныне Дидимотихон в Греции). В следующем году его перевели в медресе Хаджи Хасана в Стамбуле. После того, как в 1529 году в Стамбуле скончался отец Ташкёпрю-заде, он был назначен сначала преподавателем в медресе Аладжа Исхак-бея в Скопье (1530 год), а затем в медресе Календерхане в Стамбуле (1536 год). Позднее он преподавал в таких медресе, как Ходжа Мустафа-паша, Сахн-и-Семан, Уч-Шерефели в Эдирне и Султан Баязид (там же). В 1545 году (952 г. х.) Ташкёпрю-заде назначили судьёй (кади) Бурсы. Спустя два года он вернулся к преподаванию в медресе Сахн-и-Семан, а в 1551 году (958 г. х.) стал судьёй Стамбула. Позднее он был вынужден уйти в отставку из-за потери зрения после перенесённой болезни.
Ташкёпрю-заде умер 16 апреля 1561 года (30 раджаба 968 г. х.) в Стамбуле. Погребальная молитва над ним была прочитана в мечети Фатих. Похоронен возле гробницы Сейида Вилайета, которая находится у мечети Ашик-паши в районе Фатих.